# Leidsche Spaarbank

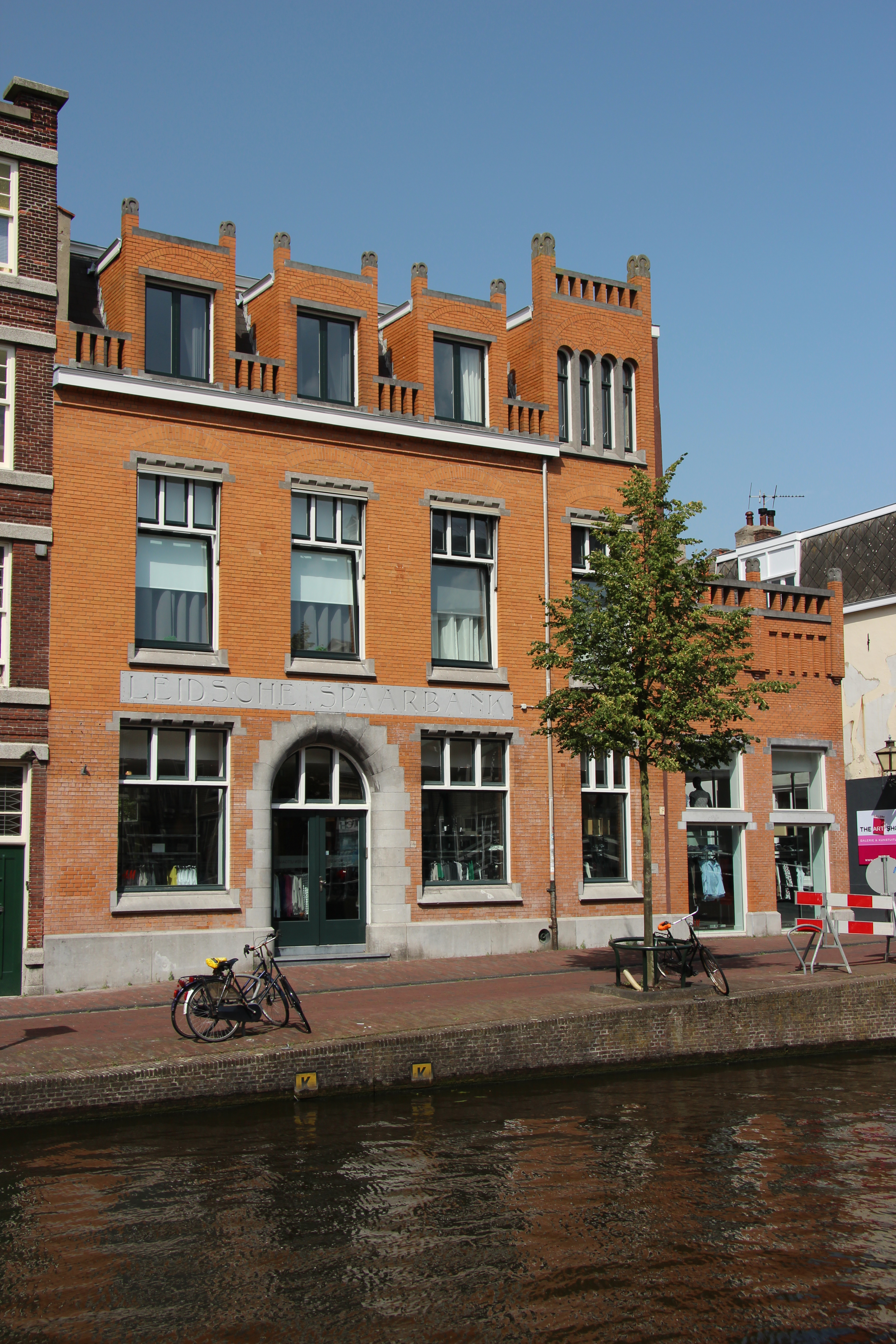
Het door W.C. Mulder speciaal ontworpen bankgebouw Oude Rijn 56 uit 1904 met de geveltekst Leidsche Spaarbank

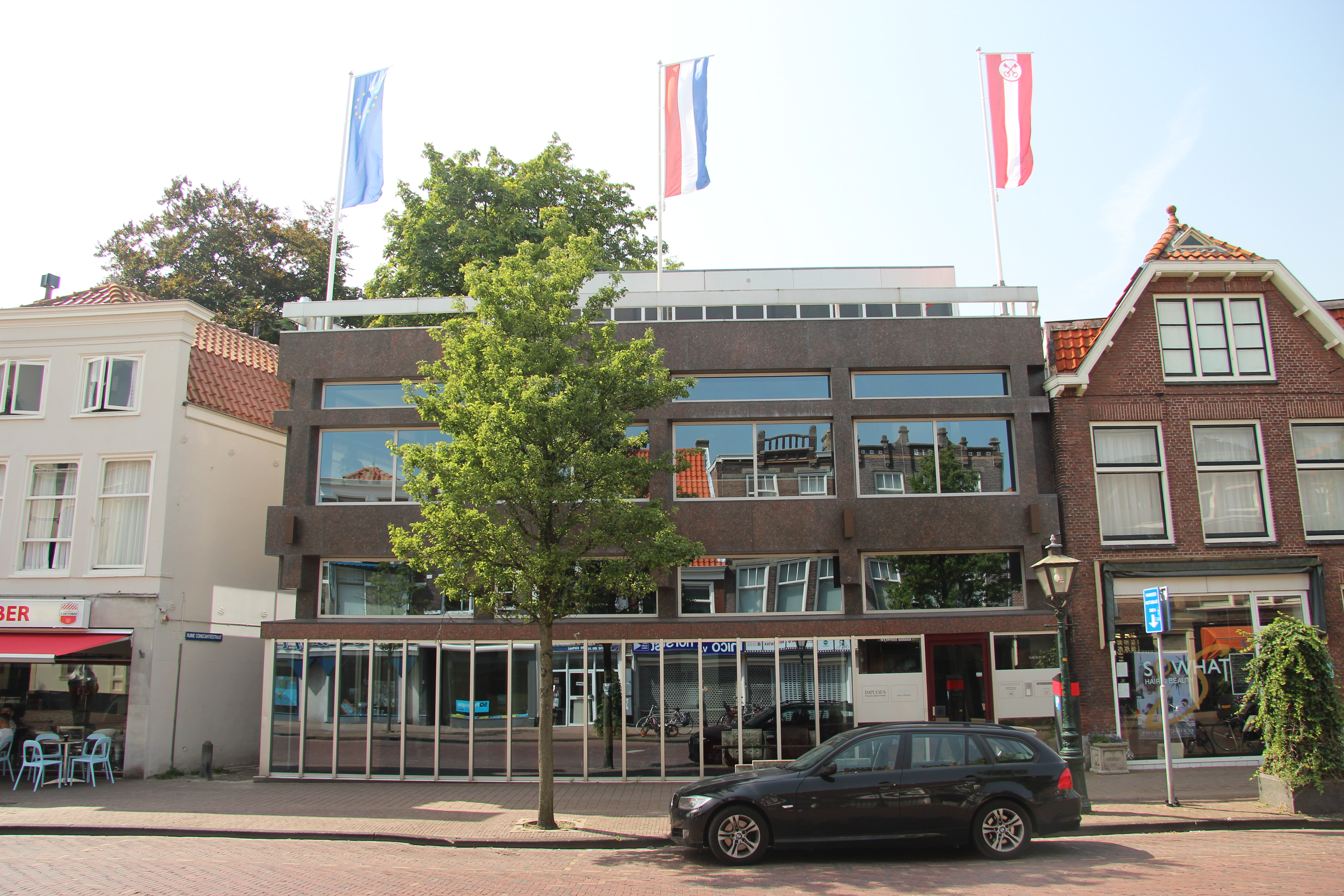
Het nieuwe hoofdkantoor aan de Doezastraat 35 kwam pas na de fusie met de Stichting Nutsspaarbank 's-Gravenhage gereed. Later nog in gebruik bij de Fortisbank.

De Leidsche Spaarbank (sinds 1966 geheten de Leidse Spaarbank) werd op 15 oktober 1818 opgericht door het Departement Leiden van de Maatschappij tot Nut van 't Algemeen. De bank had primair een sociaal-maatschappelijke doelstelling, namelijk om ook de niet vermogende inwoners van de Nederlandse stad Leiden en omliggende plaatsen een veilige spaarmogelijkheid te bieden.   

## Dienstenpakket
Begonnen als spaarbank breidde de bank het dienstenpakket geleidelijk uit met andere diensten, zoals:
- Hypothecaire geldleningen (1848)
- Safeloketten (1878)
- Verstrekken van leningen aan overheden (1924)
- Rekeningen bij de toenmalige Postcheque- en Girodienst voor de bijschrijving van lonen, salarissen en pensioenen, die tot dan contant plachten te worden uitbetaald (1925)
- Schoolsparen (1940)
- Bedrijfssparen (1948)

## Huisvesting
De bank is op verschillende plekken in Leiden gehuisvest geweest. In eerste instantie had zij geen eigen gebouw, maar hield van 1818 tot 1846 zitting in een bovenvertrek van de Latijnse School aan de Lokhorststraat 16. Vanaf 1847 werd gebruikgemaakt van een woonhuis op de Pieterskerkgracht, tot dan de woning van de rector van de Latijnse School. In 1865 trok de bank in bij de stichter, de Maatschappij tot Nut van 't Algemeen, in het gebouw Steenschuur 21.
In 1877 betrok de Leidsche Spaarbank een eerste eigen gebouw aan de Oude Rijn 56. Nadat ook Oude Rijn 58 was verworven verrees op deze plek in 1904 het nog steeds bestaande gebouw met de geveltekst Leidsche Spaarbank, naar een ontwerp van architect Willem Cornelis Mulder.
Pas in 1951 ging de bank over tot het openen van een eerste bijkantoor in Oegstgeest, later gevolgd door vestigingen in Leiden en Leiderdorp, en een tweetal rijdende bijkantoren. In 1977 waren er bijkantoren gevestigd op de volgende adressen: Bevrijdingsplein 52, Kooilaan 47, Oude Rijn 56, De Sitterlaan 87, Lage Morsweg 23, Geversstraat 46 te Oegstgeest, Van Diepeningenlaan 6 te Leiderdorp. De twee rijdende bijkantoren bedienden daarnaast nog in totaal 17 standplaatsen.
Het nieuwe hoofdkantoor aan de Doezastraat 35 kwam pas na de fusie gereed. Het werd op 13 november 1972 in gebruik genomen.

## Fusie en opheffing
De Leidse Spaarbank is in formele zin geliquideerd na de fusie in 1970 met de Stichting Nutsspaarbank 's-Gravenhage. In Leiden bleef men wel onder de oude naam optreden. Pas in 1977 spreekt men in een advertentie over de Leidse Spaarbank deel uitmakende van de stichting Nutsspaarbank te 's-Gravenhage en wordt het hoofdkantoor aan de Doezastraat aangeduid als districtskantoor.
De Nutsspaarbank 's Gravenhage werd in 1992 verkocht aan de VSB Bank, de latere Fortisbank. Bij de verkoop kreeg de stichting Nutsspaarbank een bedrag in aandelen, waarvan de opbrengst besteed wordt aan maatschappelijke projecten door de Stichting Fonds 1818 tot Nut van het Algemeen.